# Outlaws and Angels
Outlaws and Angels  è un film del 2016 diretto da JT Mollner.